# Blues Deluxe
Blues Deluxe – trzeci album studyjny amerykańskiego gitarzysty blues-rockowego Joego Bonamassy. Wydawnictwo ukazało się 26 sierpnia 2003 roku nakładem wytwórni muzycznej Provogue.

## Lista utworów
Opracowano na podstawie materiału źródłowego.
| Nr  | Tytuł utworu            | Autorzy                         | Długość |
| --- | ----------------------- | ------------------------------- | ------- |
| 1.  | „You Upset Me Baby”     | Riley King, Joe Bihari          | 3:35    |
| 2.  | „Burning Hell”          | John Lee Hooker, Bernard Besman | 6:49    |
| 3.  | „Blues Deluxe”          | Jeff Beck, Rod Stewart          | 7:20    |
| 4.  | „Man of Many Words”     | Buddy Guy                       | 4:10    |
| 5.  | „Woke Up Dreaming”      | Joe Bonamassa, Will Jennings    | 2:51    |
| 6.  | „I Don't Live Anywhere” | Bonamassa, Mike Himelstein      | 3:41    |
| 7.  | „Wild About You Baby”   | Elmore James                    | 3:39    |
| 8.  | „Long Distance Blues”   | Bernice Carter                  | 3:52    |
| 9.  | „Pack It Up”            | Gonzalez Chandler               | 4:04    |
| 10. | „Left Overs”            | Albert Collins                  | 3:23    |
| 11. | „Walking Blues”         | Robert Johnson                  | 4:29    |
| 12. | „Mumbling Word”         | Bonamassa, Himelstein           | 3:29    |
|     |                         |                                 | 51:22   |